# GATA4
La protéine GATA4 est un facteur de transcription codé chez l'homme par le gène GATA4.
La protéine GATA4 appartient à la famille des facteurs transcription GATA avec domaines en doigts de zinc. Les membres de cette famille reconnaissent le motif d'ADN GATA, qui est présent dans les promoteurs d'une multitude de gènes. GATA4 semble réguler des gènes impliqués dans l'embryogénèse et dans la différenciation et fonction du myocarde. Des mutations dans ce gène ont été associées avec des défauts du septum arteriosum.

## Interactions
La protéine GATA4 s'est montrée être capable d'interagir avec:
- NKX2-5[7],[8],[9]
- TBX5[7]
- ZFPM2 (en)[10]
- Facteur de réponse au sérum[11],[12]
- HAND2[13]